# Пјатка
Пјатка (рус. Пятка) река је у Русији која протиче преко централних делова Мурманске области, односно њеног Кољског полуострва. Десна је притока реке Варзуге, у коју се улива на 92. километру њеног тока узводно од ушћа, и део је басена Белог мора.
Укупна дужина водотока је 35 km, док је површина сливног подручја око 160 km².
Значајно је мрестилиште атлантског лососа.